# 塩豚

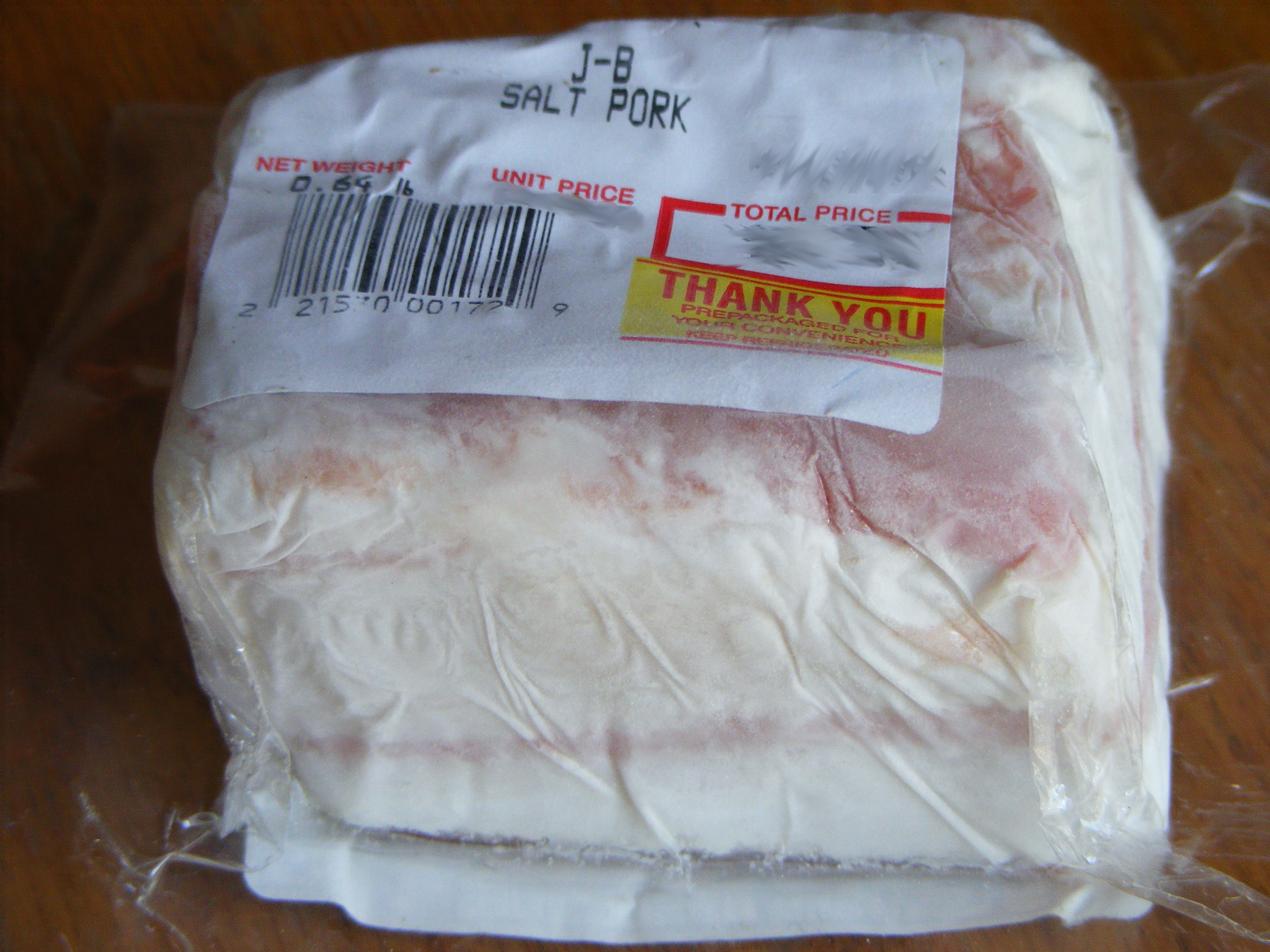
冷凍された塩豚

塩豚（しおぶた）は、豚肉を塩漬けにした食肉加工製品。 通常は豚ばら肉が使用され、肩ロースも稀に使用される。塩豚は切っていないベーコンの塊にも似ているが、ベーコンと比べると塩気がより強く、脂はより多く、燻煙はされておらず、熟成は進んでいる。
堅パンと塩豚は、17世紀、18世紀、19世紀を通じて多くの軍隊で標準的な配給糧食であり、アメリカ合衆国の南北戦争、米英戦争、ナポレオン戦争などでも使用されてきた。現在、塩豚は伝統的なアメリカ料理、特にボストンのベイクドビーンズ、ポーク・アンド・ビーンズ、ソウルフードには欠かせない食材となっている。一般的には塩豚をカットし、湯通しやレンダリングして使用される。

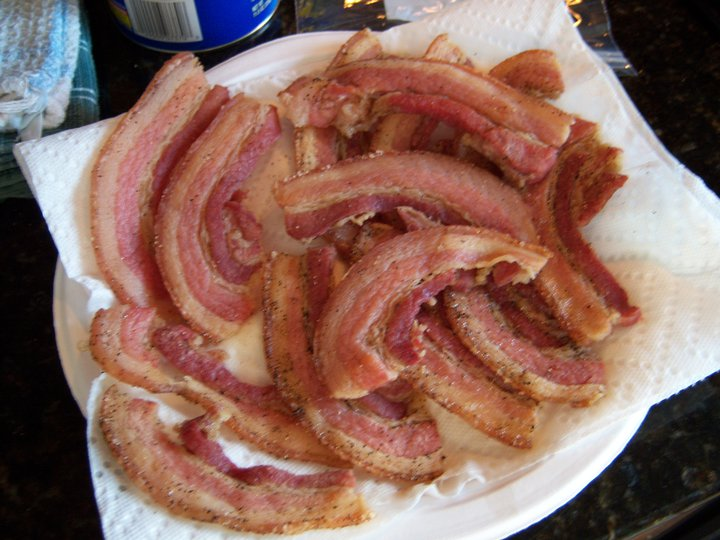
塩豚の調理例「ストリーク・オリーン」

アメリカ合衆国南東部で伝統的に人気のある「ストリーク・オリーン」(Streak o' Lean、塩豚に小麦粉をつけて油で揚げたもの)は塩豚でも作られるが、標準的なベーコンでも作られる。塩抜きをして、カリカリになるまで炒める。

## 作り方
塩豚は豚バラ肉に粗塩をまぶし、冷蔵庫で寝かせた後、表面の塩を洗い流して作る。使用する際は、洗い流すだけでなく必要に応じて水に漬けて塩抜きをするとされることもある。また、ゆでて、冷ましたゆで汁ごと冷蔵室に保存することで、1週間保存することもできる。